# GAU-19
GECAL 50, має офіційну назву у військових GAU-19/A, кулемет створений за схемою Гатлінга з електричним приводом калібру .50 BMG (12.7×99 мм).

## Технічні специфікації
GAU-19/A розроблено для використання безланкового живлення, але може живитися від стандартної ланкової стрічки M9, якщо використовується спеціальний пристрій. Темп вогню вибірковий від 1000 до 2000 пострілів за хвилину. Версія кулемета для озброєння Humvee стріляє 1300 пострілів за хвилину. Середня віддача складає 2,2кН. У січні 2012 General Dynamics анонсувало нову версію під назвою GAU-19/B. Вона має таку ж вогневу потужність на легшій платформі, вага 48 кг.

## Історія

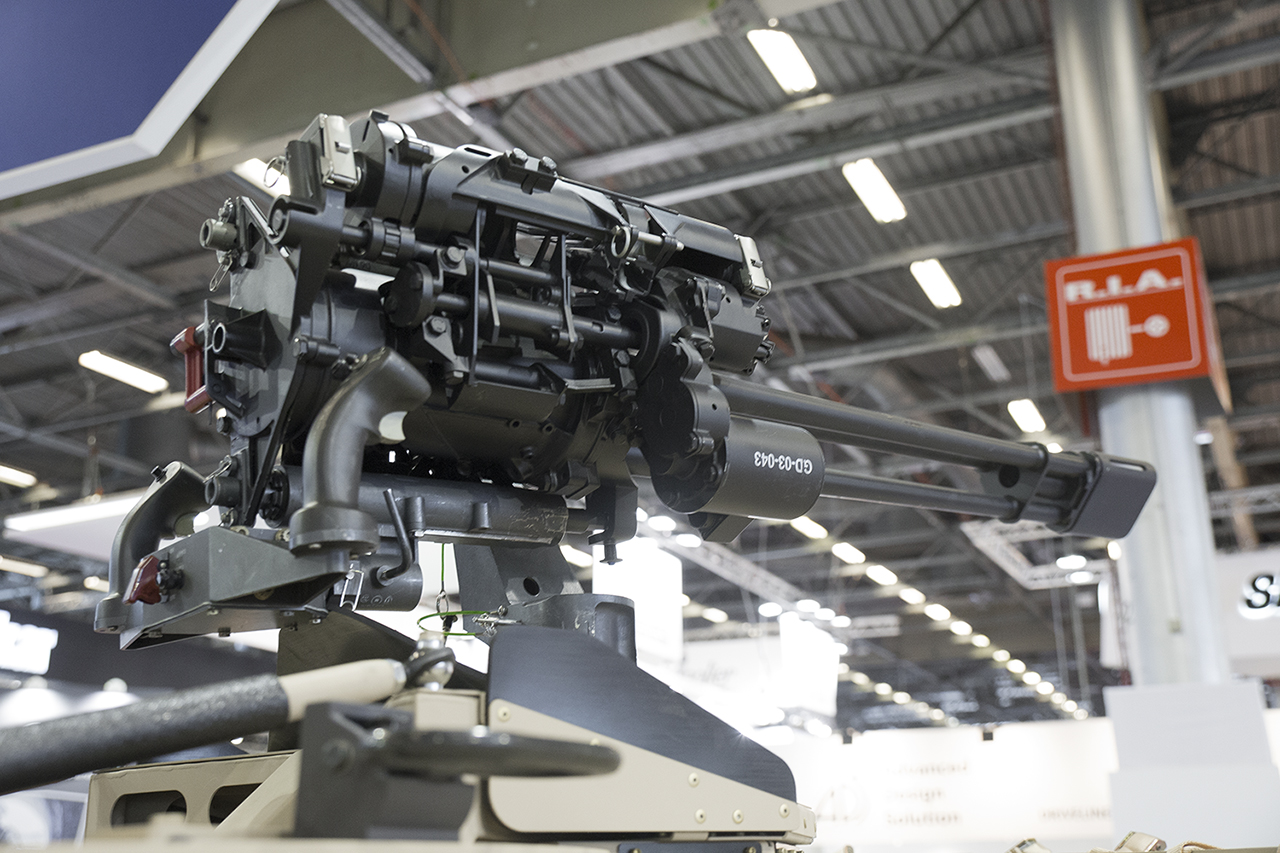
Система GAU-19/B. Eurosatory Париж, 2016.

Спочатку  GECAL 50 випускалася компанією General Electric, потім Lockheed Martin, а зараз General Dynamics. Конструкторські розробки було розпочато у 1982. Перші прототипи мали шість стволів, але зараз стандартом є триствольні системи. GAU-19/A спочатку була більшою, потужнішою версією M134 Minigun. Після втрати дев'яти вертольотів у Гренаді почали будувати прототипи зброї у обох варіантах . Темп стрільби шестиствольних версій становив 4000 постріли за хвилину і може бути перероблена на темп стрільби 8000 пострілів за хвилину. GAU-19 потрібно 0,4 секунди щоб вийти на максимальний темп вогню. Незабаром ця зброя була рекомендована як потенційне озброєння для V-22 Osprey. Магазин повинен був розташовуватися під підлогою кабіни і може споряджатися у польоті. Проте, пізніше плани зі встановлення зброї було змінено. У 2005 GAU-19/A встановили на вертоліт OH-58D Kiowa. Його також планували використовувати на вертольоті ARH-70. У січні 2012 армія США замовила 24 GAU-19/B для використання на вертольотах. Поставки планувалися протягом дев'яти місяців.
У 1999 США відправили 28 GAU-19 до Колумбії. Оман використовує GAU-19/A які встановлені на HMMWV. ВМС Мексики використовують серію вертольотів MDH MD-902 з системою GAU-19/A для боротьби з наркоділерами.

## Оператори
- Колумбія: використовують війська боротьби з наркомафією та колумбійська поліція
- Японія: використовує берегова охорона Японії, на патрульних катерах класу Кагаюки
- Мексика: використовують ВПС та ВМС Мексики на Humvees, UH-60 Black Hawks та MD Explorer
- Оман: використовують на армійських HMMWV.
- США